# Bucorvus leadbeateri
Bucorvus leadbeateri (южна (кафърска) земна птица носорог (рогата врана)) е вид птица от семейство Птици носорози (Bucerotidae). Видът е световно застрашен, със статут Уязвим.

## Разпространение
Видът е разпространен в Ангола, Ботсвана, Бурунди, Замбия, Зимбабве, Демократична република Конго, Кения, Лесото, Малави, Мозамбик, Намибия, Руанда, Свазиленд, Танзания, Уганда и Южна Африка.